# Distretto di Mandozai
Il distretto di Mandozai è un distretto dell'Afghanistan appartenente alla provincia di Khowst. Viene stimata una popolazione di 54 000 abitanti (dato 2012-13).